# SPYSEE
SPYSEE（スパイシー）あるいはあのひと検索 SPYSEEとは、オーマ株式会社が運営していたウェブサイトの名称。

## 概要
内容は人物に関する事柄を調べることを目的とした検索エンジンであり、ウェブ上で公開されている有名人などのデータを自動的に収集、整理し一つのページとして作り上げている。Cogoro（小五郎）の後継サービスである。

## 歴史
2008年7月に試験運用が始められた。
2009年7月27日からは登録する個人へのチャリティサービスサービスを開始した。
2010年1月7日から同サービスではバンクーバーパラリンピックのクロスカントリースキー競技、日本選手団監督の荒井秀樹に対する、日本障害者クロスカントリースキー協会との共同キャンペーンも行われた。
2016年8月17日には新バージョンとなる「あのひと検索SPYSEE2」を公開した。
2020年1月以降、SPYSEE2および運営会社のオーム、どちらのサイトも接続できない状態となっているが、この件に関する公式発表はされていない。

## 登録された情報量
2009年5月20日時点で約350,000人の情報、2010年2月4日時点で688,632人の情報を収集、人間関係の抽出を実施している。その後、2016年8月時点ではキーワードは約100万件、人物は約600万人まで増えている。
多数の個人情報を扱う事から、運営者は個人情報取扱事業者に該当する。個人情報取扱事業者は個人情報の訂正等に応じる義務があるが、「ウェブ上の情報を自動的に収集・整理しているため、個別のデータを追加・修正することはいたしかねます」としている。ただし、データに問題ある場合には削除要請を受け付けている。